# 伊薩泰區
伊薩泰區是哈薩克阿特勞州下轄的一個區，治所位於雅基斯陶（Akkystau）。人口在1999年調查時為21,711人，2009年時則是24,643人。